# Chenghai
Chenghai is een subdistrict in de provincie Guangdong van China. Chenghai is een subdistrict binnen de stadsprefectuur Shantou en heeft 697.900 inwoners, waarvan 166.621 inwoners (2001) in de stad zelf. De mensen in deze streek speken het Minnanyu'se dialect Chaozhouhua.

## Beroemde personen met Chenghai alsjiaxiang

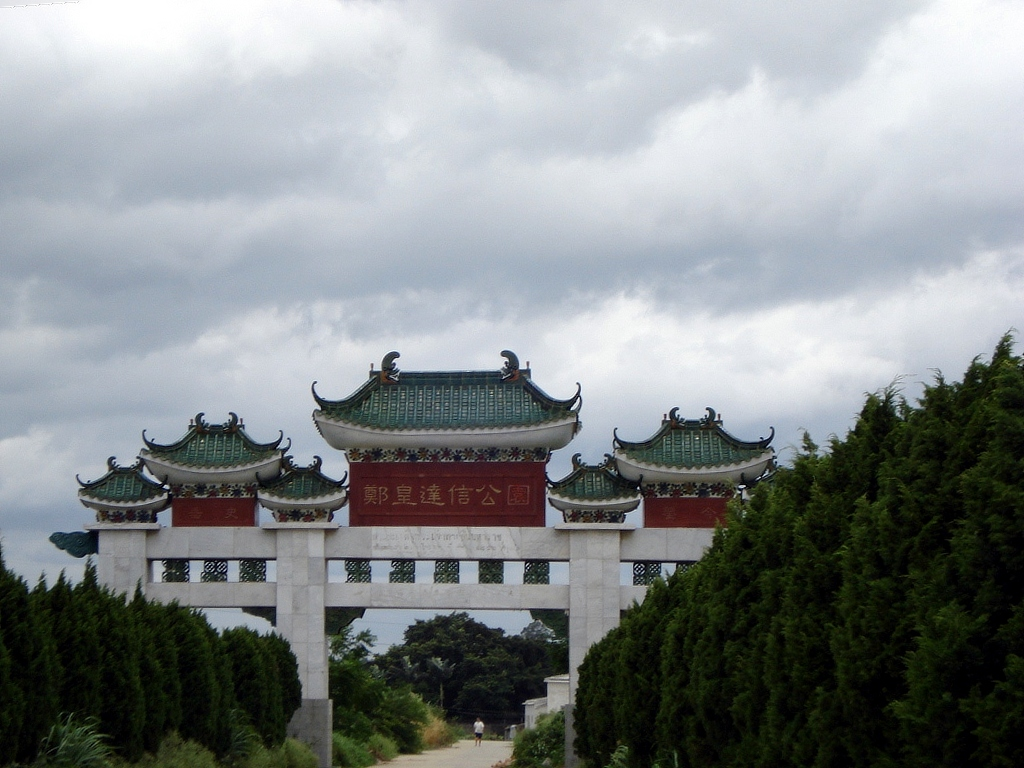
Tombe van Taksin

- Adam Cheng
- Koning Taksin van Thailand